# Chalcidomorphina
Chalcidomorphina är ett släkte av tvåvingar. Chalcidomorphina ingår i familjen vapenflugor.
Kladogram enligt Catalogue of Life:
| Chalcidomorphina | \| \| Chalcidomorphina argentea \| \| \| \| \| \| Chalcidomorphina aurata \| \| \| \| \| \| Chalcidomorphina planes \| \| \| \| \| \| Chalcidomorphina terataspis \| \| \| \| |
|                  | \| \| Chalcidomorphina argentea \| \| \| \| \| \| Chalcidomorphina aurata \| \| \| \| \| \| Chalcidomorphina planes \| \| \| \| \| \| Chalcidomorphina terataspis \| \| \| \| |
|                  | Chalcidomorphina argentea |
|                  | |
|                  | Chalcidomorphina aurata |
|                  | |
|                  | Chalcidomorphina planes |
|                  | |
|                  | Chalcidomorphina terataspis |
|                  | |